# 東京都第7区
東京都第7区（とうきょうとだい7く）は、日本の衆議院議員総選挙における選挙区。1994年（平成6年）の公職選挙法改正で設置。

## 区域

### 現在の区域
2022年（令和4年）公職選挙法改正以降の区域は以下のとおりである。港区は1区・2区から移行してきた一方、品川区の部分は3区に、目黒区の部分は26区に、中野区・杉並区の部分は27区に移行した。
- 港区
- 渋谷区

### 2017年から2022年までの区域
2017年（平成29年）公職選挙法改正から2022年の小選挙区改定までの区域は以下のとおりである。2017年の区割り変更で中野区の一部が本区から10区へ、品川区の一部が3区から本区へ、目黒区の一部が5区から本区へ、杉並区の一部が8区から本区へ移行した。
- 品川区の一部（3区に属しない区域）
  - 大崎第一地域センター管内の上大崎1〜4丁目、東五反田4・5丁目、西五反田2丁目（1〜21番を除く）、西五反田3〜7丁目、西五反田8丁目1〜3番
  - 大崎第二地域センター管内の西五反田6・7丁目
- 目黒区の一部（5区に属しない区域）[5][6]
  - 北部地区サービス事務所管内の駒場1〜4丁目、青葉台1〜4丁目、東山1〜3丁目、大橋1・2丁目、上目黒1丁目1・6〜22番、上目黒2丁目46番、上目黒3丁目1〜3・6〜44番、上目黒5丁目
  - 東部地区サービス事務所管内の上目黒1丁目2〜5・23〜26番、上目黒2丁目1〜45番、上目黒3丁目4・5番、中目黒1〜4丁目、三田1・2丁目、目黒1〜3丁目、下目黒1〜3丁目、下目黒4丁目1〜20番、下目黒5丁目1〜7番
  - 中央地区サービス事務所管内の目黒4丁目6〜11番
- 渋谷区
- 中野区の一部
  - 南台1〜5丁目、弥生町1〜6丁目、本町1〜6丁目、中央1〜5丁目、東中野1・2・4・5丁目、中野1〜4丁目、中野5丁目10〜68番、新井1丁目1〜35番、新井2・3丁目、野方1丁目、野方2丁目1〜31・41〜62番
- 杉並区の一部
  - 方南1・2丁目

### 2017年以前の区域
1994年（平成6年）公職選挙法改正から2017年の小選挙区改定までの区域は以下のとおりである。
- 渋谷区
- 中野区

## 歴史
区域に中野区が含まれていた当時、年金記録問題で知名度を上げた後、厚生労働大臣を務め、民主党→民進党→旧・立憲民主党→新・立憲民主党で党の役職に就いている長妻昭が、その中野区を中心に確固たる地盤を築いていた。
1996年以降、民主党及び立憲民主党が7度、自由民主党が2度議席を獲得している。1996年には自民党のベテラン粕谷茂が当選するも、次点との票差は8,112に留まり、2000年の第42回衆議院議員総選挙では長妻が粕谷を5,095票差で破り初当選。粕谷は比例でも復活できずに落選となった。2003年には自民党の松本文明らを大差で下し、長妻が再選された。
しかし、2005年の第44回衆議院議員総選挙では小泉旋風が吹き荒れたこともあり松本が初当選。9年ぶりに自民党の議席を奪還し、長妻は比例東京ブロックでの復活当選となった。
2009年の第45回衆議院議員総選挙では、政権交代ブームに乗った長妻が松本らを大差で下し当選。
2012年の第46回衆議院議員総選挙では民主党へ強い逆風が吹く中、長妻が松本らを下して当選。東京23区内で民主党が勝利した選挙区となったが、松本も比例復活した。
2014年の第47回衆議院議員総選挙でも長妻が当選し、松本は比例復活した。代表である海江田万里が落選し、元首相の菅直人ですら選挙区で敗れ比例復活となる中、東京都内で唯一民主党が勝利した選挙区となった。
2017年の第48回衆議院議員総選挙では区割の大幅な変更に加え、民主党の後身・民進党の分裂に伴う混乱の中、長妻は創立メンバーとして立憲民主党に移籍。共産党が候補者を取り下げたこともあり、長妻が松本らを押さえて7選。希望の党が擁立した都民ファーストの会代表・荒木千陽の父で元熊本県議の荒木章博は長妻・松本の争いに結果として埋没する形となった。
2021年の第49回衆議院議員総選挙では、前年に発足した新・立憲民主党の副代表となった長妻が松本の比例復活を許さず8選。
2022年施行の衆議院小選挙区の区割り改定に伴い、長妻は新設された東京27区への選挙区移動を決めた一方、松本も落選後に政界引退を表明した。
現行の区割りへの改定後に執行された2024年の第50回衆議院議員総選挙では、港区の一部を含む旧東京2区から前回出馬した松尾明弘が長妻に代わって立憲民主党の公認を受け、一方で自民党は参議院東京都選挙区からの鞍替えの形で丸川珠代を擁立した。この他、日本維新の会は港区の大半を含んでいた旧東京1区から前回出馬し、比例復活した小野泰輔を擁立した。
ところが丸川は、2018年から2022年にかけての5年間で計822万円を政治資金パーティーの超過収入分に対する安倍派からのキックバックとして政治資金収支報告書に記載していなかったことが判明し、党は丸川を戒告及び総選挙での重複候補なしの処分とし、連立与党の公明党から推薦を受けられなかった。また、小野も維新の退潮傾向を受け苦戦し、松尾が丸川・小野双方を破り再選を果たした（小野は比例復活できず落選）。

## 選出議員
| 選挙名                 | 年     | 当選者   | 党派             |
| ---------------------- | ------ | -------- | ---------------- |
| 第41回衆議院議員総選挙 | 1996年 | 粕谷茂   | 自由民主党       |
| 第42回衆議院議員総選挙 | 2000年 | 長妻昭   | 民主党           |
| 第43回衆議院議員総選挙 | 2003年 | 長妻昭   | 民主党           |
| 第44回衆議院議員総選挙 | 2005年 | 松本文明 | 自由民主党       |
| 第45回衆議院議員総選挙 | 2009年 | 長妻昭   | 民主党           |
| 第46回衆議院議員総選挙 | 2012年 | 長妻昭   | 民主党           |
| 第47回衆議院議員総選挙 | 2014年 | 長妻昭   | 民主党           |
| 第48回衆議院議員総選挙 | 2017年 | 長妻昭   | （旧）立憲民主党 |
| 第49回衆議院議員総選挙 | 2021年 | 長妻昭   | （新）立憲民主党 |
| 第50回衆議院議員総選挙 | 2024年 | 松尾明弘 | （新）立憲民主党 |

## 選挙結果
時の内閣：第1次石破内閣 解散日：2024年10月9日 公示日：2024年10月15日
当日有権者数：40万1588人 最終投票率：53.30% （全国投票率：53.85%（2.08%））
| 当落 | 候補者名   | 年齢 | 所属党派     | 新旧 | 得票数   | 得票率 | 惜敗率 | 推薦・支持 | 重複 |
| ---- | ---------- | ---- | ------------ | ---- | -------- | ------ | ------ | ---------- | ---- |
| 当   | 松尾明弘   | 49   | 立憲民主党   | 元   | 86,252票 | 41.89% | ――     |            | ○    |
|      | 丸川珠代   | 53   | 自由民主党   | 新   | 55,848票 | 27.13% | 64.75% |            |      |
|      | 小野泰輔   | 50   | 日本維新の会 | 前   | 47,196票 | 22.92% | 54.72% |            | ○    |
|      | 石川友梨香 | 28   | 参政党       | 新   | 16,588票 | 8.06%  | 19.23% |            |      |

時の内閣：第1次岸田内閣 解散日：2021年10月14日 公示日：2021年10月19日
当日有権者数：45万9575人 最終投票率：56.47%（前回比：3.61%） （全国投票率：55.93%（2.25%））
| 当落 | 候補者名 | 年齢 | 所属党派                             | 新旧 | 得票数    | 得票率 | 惜敗率 | 推薦・支持 | 重複 |
| ---- | -------- | ---- | ------------------------------------ | ---- | --------- | ------ | ------ | ---------- | ---- |
| 当   | 長妻昭   | 61   | 立憲民主党                           | 前   | 124,541票 | 49.25% | ――     |            | ○    |
|      | 松本文明 | 72   | 自由民主党                           | 前   | 81,087票  | 32.06% | 65.11% | 公明党推薦 | ○    |
|      | 辻健太郎 | 35   | 日本維新の会                         | 新   | 37,781票  | 14.94% | 30.34% |            | ○    |
|      | 込山洋   | 47   | 無所属                               | 新   | 5,665票   | 2.24%  | 4.55%  |            | ×    |
|      | 猪野恵司 | 38   | NHKと裁判してる党 弁護士法72条違反で | 新   | 3,822票   | 1.51%  | 3.07%  |            |      |

時の内閣：第3次安倍第3次改造内閣 解散日：2017年9月28日 公示日：2017年10月10日
当日有権者数：44万8816人 最終投票率：52.86%（前回比：0.27%） （全国投票率：53.68%（1.02%））
| 当落 | 候補者名 | 年齢 | 所属党派   | 新旧 | 得票数    | 得票率 | 惜敗率 | 推薦・支持 | 重複 |
| ---- | -------- | ---- | ---------- | ---- | --------- | ------ | ------ | ---------- | ---- |
| 当   | 長妻昭   | 57   | 立憲民主党 | 前   | 117,118票 | 50.52% | ――     |            | ○    |
| 比当 | 松本文明 | 68   | 自由民主党 | 前   | 85,305票  | 36.80% | 72.84% | 公明党推薦 | ○    |
|      | 荒木章博 | 64   | 希望の党   | 新   | 25,531票  | 11.01% | 21.80% |            | ○    |
|      | 井上郁磨 | 26   | 無所属     | 新   | 3,850票   | 1.66%  | 3.29%  |            | ×    |

時の内閣：第2次安倍改造内閣 解散日：2014年11月21日 公示日：2014年12月2日
当日有権者数：45万2092人 最終投票率：53.13%（前回比：7.95%） （全国投票率：52.66%（6.66%））
| 当落 | 候補者名   | 年齢 | 所属党派   | 新旧 | 得票数    | 得票率 | 惜敗率 | 推薦・支持               | 重複 |
| ---- | ---------- | ---- | ---------- | ---- | --------- | ------ | ------ | ------------------------ | ---- |
| 当   | 長妻昭     | 54   | 民主党     | 前   | 104,422票 | 44.61% | ――     | 維新の党東京都総支部推薦 | ○    |
| 比当 | 松本文明   | 65   | 自由民主党 | 前   | 83,476票  | 35.66% | 79.94% | 公明党推薦               | ○    |
|      | 太田宜興   | 38   | 日本共産党 | 新   | 27,866票  | 11.90% | 26.69% |                          |      |
|      | 吉田康一郎 | 47   | 次世代の党 | 新   | 18,332票  | 7.83%  | 17.56% |                          | ○    |

- 吉田は2019年の中野区議会議員選挙に立候補し当選。

時の内閣：野田第3次改造内閣 解散日：2012年11月16日 公示日：2012年12月4日
当日有権者数：44万3996人 最終投票率：61.08%（前回比：2.23%） （全国投票率：59.32%（9.96%））
| 当落 | 候補者名   | 年齢 | 所属党派     | 新旧 | 得票数    | 得票率 | 惜敗率 | 推薦・支持           | 重複 |
| ---- | ---------- | ---- | ------------ | ---- | --------- | ------ | ------ | -------------------- | ---- |
| 当   | 長妻昭     | 52   | 民主党       | 前   | 100,872票 | 38.25% | ――     | 国民新党推薦         | ○    |
| 比当 | 松本文明   | 63   | 自由民主党   | 元   | 79,048票  | 29.97% | 78.36% | 公明党・新党改革推薦 | ○    |
|      | 吉田康一郎 | 45   | 日本維新の会 | 新   | 45,556票  | 17.27% | 45.16% |                      | ○    |
|      | 太田宜興   | 36   | 日本共産党   | 新   | 19,495票  | 7.39%  | 19.33% |                      |      |
|      | 岡本幸三   | 52   | 日本未来の党 | 新   | 17,437票  | 6.61%  | 17.29% | 新党大地推薦         | ○    |
|      | 西野貞吉   | 76   | 無所属       | 新   | 1,315票   | 0.50%  | 1.30%  |                      | ×    |

時の内閣：麻生内閣 解散日：2009年7月21日 公示日：2009年8月18日
当日有権者数：44万571人 最終投票率：63.31%（前回比：0.23%） （全国投票率：69.28%（1.77%））
| 当落 | 候補者名 | 年齢 | 所属党派   | 新旧 | 得票数    | 得票率 | 惜敗率 | 推薦・支持 | 重複 |
| ---- | -------- | ---- | ---------- | ---- | --------- | ------ | ------ | ---------- | ---- |
| 当   | 長妻昭   | 49   | 民主党     | 前   | 167,905票 | 61.26% | ――     |            | ○    |
|      | 松本文明 | 60   | 自由民主党 | 前   | 79,686票  | 29.07% | 47.46% | 公明党推薦 | ○    |
|      | 太田宜興 | 33   | 日本共産党 | 新   | 24,103票  | 8.79%  | 14.36% |            |      |
|      | 大門一也 | 49   | 幸福実現党 | 新   | 2,401票   | 0.88%  | 1.43%  |            |      |

時の内閣：第2次小泉改造内閣 解散日：2005年8月8日 公示日：2005年8月30日 最終投票率：63.08% （全国投票率：67.51%（7.65%））
| 当落 | 候補者名 | 年齢 | 所属党派   | 新旧 | 得票数    | 得票率 | 惜敗率 | 推薦・支持 | 重複 |
| ---- | -------- | ---- | ---------- | ---- | --------- | ------ | ------ | ---------- | ---- |
| 当   | 松本文明 | 56   | 自由民主党 | 新   | 131,464票 | 48.91% | ――     |            | ○    |
| 比当 | 長妻昭   | 45   | 民主党     | 前   | 113,221票 | 42.12% | 86.12% |            | ○    |
|      | 太田宜興 | 29   | 日本共産党 | 新   | 24,110票  | 8.97%  | 18.34% |            |      |

時の内閣：第1次小泉第2次改造内閣 解散日：2003年10月10日 公示日：2003年10月28日 （全国投票率：59.86%（2.63%））
| 当落 | 候補者名 | 年齢 | 所属党派   | 新旧 | 得票数   | 得票率 | 惜敗率 | 推薦・支持 | 重複 |
| ---- | -------- | ---- | ---------- | ---- | -------- | ------ | ------ | ---------- | ---- |
| 当   | 長妻昭   | 43   | 民主党     | 前   | 99,891票 | 43.06% | ――     |            | ○    |
|      | 松本文明 | 54   | 自由民主党 | 新   | 83,588票 | 36.03% | 83.68% |            | ○    |
|      | 小沢哲雄 | 62   | 日本共産党 | 新   | 21,982票 | 9.48%  | 22.01% |            |      |
|      | 矢部一   | 52   | 無所属     | 新   | 14,743票 | 6.36%  | 14.76% |            | ×    |
|      | 富家孝   | 56   | 無所属の会 | 新   | 11,778票 | 5.08%  | 11.79% |            |      |

- 富家は第44回は民主党入りし大阪13区から立候補するも、落選。

時の内閣：第1次森内閣 解散日：2000年6月2日 公示日：2000年6月13日 （全国投票率：62.49%（2.84%））
| 当落 | 候補者名     | 年齢 | 所属党派   | 新旧 | 得票数   | 得票率 | 惜敗率 | 推薦・支持 | 重複 |
| ---- | ------------ | ---- | ---------- | ---- | -------- | ------ | ------ | ---------- | ---- |
| 当   | 長妻昭       | 40   | 民主党     | 新   | 82,502票 | 35.71% | ――     |            | ○    |
|      | 粕谷茂       | 74   | 自由民主党 | 前   | 77,407票 | 33.51% | 93.82% |            | ○    |
|      | 小堤勇       | 51   | 日本共産党 | 新   | 37,380票 | 16.18% | 45.31% |            |      |
|      | 末次精一     | 37   | 自由党     | 新   | 25,910票 | 11.22% | 31.41% |            | ○    |
|      | 柴野たいぞう | 49   | 都市新党   | 元   | 7,830票  | 3.39%  | 9.49%  |            |      |

- 長妻は第41回は10区から立候補。
- 柴野は第41回は1区から新進党で立候補していた。
- 末次は2007年長崎県議会議員選挙に立候補し当選。第47回・第49回は長崎4区から立候補。第48回・第50回は長崎3区から立候補。

時の内閣：第1次橋本内閣 解散日：1996年9月27日 公示日：1996年10月8日 （全国投票率：59.65%（8.11%））
| 当落 | 候補者名 | 年齢 | 所属党派   | 新旧 | 得票数   | 得票率 | 惜敗率 | 推薦・支持 | 重複 |
| ---- | -------- | ---- | ---------- | ---- | -------- | ------ | ------ | ---------- | ---- |
| 当   | 粕谷茂   | 70   | 自由民主党 | 前   | 65,332票 | 30.19% | ――     |            | ○    |
|      | 三木立   | 27   | 民主党     | 新   | 57,220票 | 26.44% | 87.58% |            | ○    |
|      | 樋口俊一 | 45   | 新進党     | 新   | 47,241票 | 21.83% | 72.31% |            |      |
|      | 亀井清   | 35   | 日本共産党 | 新   | 39,049票 | 18.04% | 59.77% |            |      |
|      | 江原栄昭 | 57   | 新社会党   | 新   | 7,557票  | 3.49%  | 11.57% |            | ○    |

- 樋口はのちに民主党入りし参議院議員へ転身。その後第45回の選挙では出身地の比例近畿ブロック単独候補で出馬し当選。